# HMS Starfish (19S)
Pour les autres navires du même nom, voir HMS Starfish.
Le HMS Starfish (Pennant number: 19S) est un sous-marin de la classe S de la Royal Navy. Il a été construit en 1933 par Chatham Dockyard à Chatham (Angleterre).
Pendant la guerre, le Starfish, qui fait partie de la 2e flottille de sous-marins, a effectué cinq patrouilles de guerre sans incident en mer du Nord. Le 9 janvier 1940, lors de sa sixième patrouille, il attaque un dragueur de mines allemand au large de la baie d'Heligoland, mais après l'échec de l'attaque et le blocage de ses ailerons de plongée, le Starfish est attaqué à plusieurs reprises avec des grenades sous-marines. Gravement endommagé, il est forcé de faire surface et coule après que tout son équipage a été secouru par les navires allemands.

## Conception et description
Les sous-marins de classe S ont été conçus pour succéder à la classe L et étaient destinés à opérer en mer du Nord et en mer Baltique. Les sous-marins avaient une longueur totale de 61,7 m, une largeur de 7,3 m et un tirant d'eau moyen de 3,6 m. Ils déplaçaient 742 t en surface et 942 t en immersion. Les sous-marins de classe S avaient un équipage de 38 officiers et matelots. Ils avaient une profondeur de plongée de 91 m.
Pour la navigation en surface, les sous-marins étaient propulsés par deux moteurs Diesel de 775 chevaux (578 kW), chacun entraînant un arbre d'hélice. En immersion, chaque hélice était entraînée par un moteur électrique de 650 chevaux-vapeur (485 kW). Ils pouvaient atteindre 13,75 nœuds (25,47 km/h) en surface et 10 nœuds (19 km/h) sous l'eau. En surface, les sous-marins du premier groupe avaient une autonomie de 3 700 milles nautiques (6 900 km) à 10 nœuds (19 km/h) et de 64 milles marins (119 km) à 2 nœuds (3,7 km/h) en immersion.
Les sous-marins étaient armés de six tubes lance-torpilles de 21 pouces (533 mm) à l'avant. Ils transportaient six torpilles de rechange pour un total de 12 torpilles. Ils étaient également armés d'un canon de pont de 3 pouces (76 mm).

## Construction et carrière
Commandé le 16 mars 1931 dans le cadre du programme de construction de 1930, le HMS Starfish est posé au Chatham Royal Dockyard le 29 septembre 1931 et mis à l'eau le 14 mars 1933. Il est mis en service plus tard dans l'année, le 27 octobre 1933.
Au début de la Seconde Guerre mondiale, le Starfish fait partie de la 2e flottille de sous-marins. Du 23 au 26 août 1939, la 2e flottille de sous-marins s'est déployée sur les bases de guerre de Dundee et Blyth.
Le 24 août 1939, le Starfish, sous le commandement du Lieutenant Thomas Anthony Turner, quitte son port d'attache pour sa première patrouille, au sud-ouest de Stavanger, en Norvège. Le 1er septembre, un matelot à bord du Starfish est gravement blessé à la tête, et son commandant décide de rentrer au port. Lorsque la Grande-Bretagne a déclaré la guerre à l'Allemagne nazie le 3 septembre, cette patrouille devient sa première patrouille de guerre, bien qu'il soit arrivée à Dundee plus tard dans la journée. Le onzième jour, il  quitte le port pour sa deuxième patrouille de combat, dans le même secteur que la première. Après une patrouille sans incident, le Starfish revient à Dundee le 21 septembre.
Le Starfish quitte le port le 4 octobre pour sa troisième patrouille de guerre, au nord-ouest de Bergen, en Norvège. Le 17 octobre, il termine sa troisième patrouille sans incident à Rosyth. Le 28 octobre, le Starfish quittée Rosyth pour une patrouille en mer du Nord, au large de Dogger Bank. Sa patrouille s'est à nouveau déroulée sans incident, et le Starfish revient à Blyth le 7 novembre. Il repart pour sa cinquième patrouille, au sud-ouest de la Norvège, puis plus tard à l'ouest du Danemark. Le 8 décembre, le Starfish met fin à sa patrouille, qui s'est déroulée sans incident, à Blyth.
Le 6 janvier 1940, le Starfish part pour sa sixième et dernière patrouille de combat, au large de la baie de Heligoland. Le 9 janvier à 10h40 (UTC), il aperçoit le dragueur de mines allemand M-7 et l'attaque à la position géographique de 55° 00′ N, 7° 10′ E. Cependant, l'attaque a échoué car, en raison d'erreurs de positionnement, les torpilles n'ont pas été tirées. Le Starfish lance une seconde attaque mais ses ailerons de plongée se sont bloqués et son commandant décide de plonger à 27 mètres de profondeur pour effectuer des réparations. Selon le lieutenant Turner dans son rapport d'après-guerre, le Starfish a été localisé par le dragueur de mines allemand, qui a largué deux grenades anti-sous-marines qui n'ont causé aucun dommage. A 10h50, un membre de l'équipage a demandé la permission de redémarrer un des moteurs pour empêcher le gyroscope d'errer. La permission a été accordée, mais dès que le moteur a été remis en marche, quatre grenades sous-marines ont été larguées directement au-dessus du sous-marin, causant des dégâts considérables. A 14h40, une autre attaque a été menée, et vingt grenades sous-marines ont explosé près de la coque du sous-marin, endommageant les rivets et provoquant des fuites. À 18h00, le Starfish est gravement inondé, et son commandant, voyant que les Allemands ne veulent pas partir, donne l'ordre de faire surface à 18h20. Il a été forcé de larguer sa quille de ballast, en remontant à un angle de 45° à cause de l'inondation. Tous les membres de l'équipage ont été secourus et faits prisonniers de guerre, et le Starfish a coulé peu après.
En juillet 1940, une mission de plongée a été envoyée pour localiser son épave et des documents secrets, mais la tentative a échoué.

## Commandants
- Lieutenant (Lt.) Thomas Anthony Turner (RN) du 15 avril 1939 au 9 janvier 1940.

Notes: RN = Royal Navy